# 乌塔延德拉姆
乌塔延德拉姆（Uthayendram），是印度泰米尔纳德邦Vellore县的一个城镇。总人口11598（2001年）。

## 人口
该地2001年总人口11598人，其中男性5701人，女性5897人；0—6岁人口1330人，其中男678人，女652人；识字率67.18%，其中男性为76.14%，女性为58.50%。